# Бакохристос, Димитриос
Димитриос Бакохристос (греч. Δημήτρης Μπακοχρήστος; род. 16 апреля 1983) ― греческий пауэрлифтер-паралимпиец. Бронзовый призёр Паралимпиад 2016 и 2020 годов. Бронзовый призёр чемпионатов мира в 2017 и 2019 годах.

## Биография
Родился 16 апреля 1983 года в Греции. Болеет гипофизарным нанизмом — лилипут.
На летних Паралимпийских играх 2016 Бакохристос выиграл бронзовую медаль в соревнованиях среди мужчин до 54 кг подняв 162 килограмм, этого было достаточно для бронзовой медали: его соперник Бруно Карра (представляющий Бразилию) поднял столько же, сколько Бакокристос, но он не выиграл медаль, так как его масса тела была выше.
На чемпионате мира по пауэрлифтингу 2017 года в Мехико Димитриос Бакохристос завоевал бронзовую медаль.
На чемпионате мира по пауэрлифтингу 2019 года, который проходил в Нур-Султане, Казахстан, он завоевал бронзовую медаль в весовой категории до 54 кг среди мужчин. Он также выиграл бронзовую медаль в этом виде на чемпионате мира по пауэрлифтингу 2017 года, который проходил в Мехико, Мексика.
Димитриос Бакохристос выиграл бронзовую медаль в весовой категории до 54 кг на летних Паралимпийских играх 2020 года в Токио, Япония.